# De Palmboom (molen)
De Palmboom is een windmolen in de Zuid-Hollandse stad Schiedam die oorspronkelijk is gebouwd in 1781 om grondstoffen voor de jeneverproductie te malen. In 1901 is tijdens een brand aan de overkant van de Vest een vonk overgeslagen en de molen is daarop volledig uitgebrand. De molenstomp is overeind gebleven en herbouwd in 1991-1993. De herbouwde molen kreeg toen de naam De Nieuwe Palmboom.
De Nieuwe Palmboom is uitgerust met drie maalkoppels en een mengketel. Verder is er een elektrische stofafzuiginstallatie aanwezig. Er wordt graan en mout gemalen voor plaatselijke bakkers en destilleerderijen.
In de molen was tot 2018 molenmuseum De Nieuwe Palmboom gevestigd. Langs het water bevinden zich op korte afstand ook de molens De Noord en De Vrijheid. De functie van museummolen is in februari 2018 overgegaan naar De Walvisch, die daartoe is verbouwd. De molen heeft zijn oude naam De Palmboom bij deze gelegenheid teruggekregen.
In de molen bevindt zich nu onder andere een kantoorruimte en een ruimte die aan particulieren kan worden verhuurd.

## Zie ook

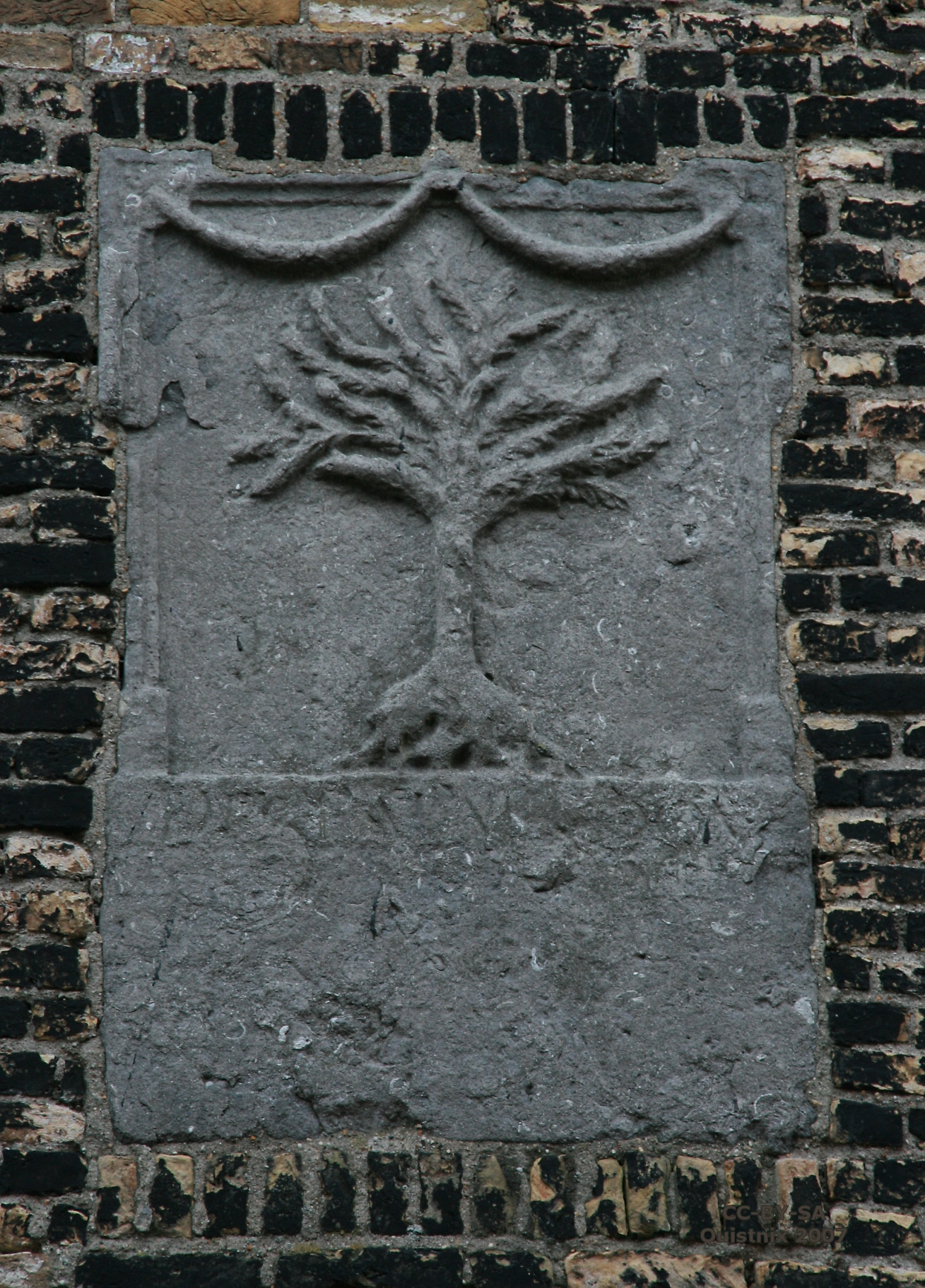
Gevelsteen